# Asgard (Callisto)

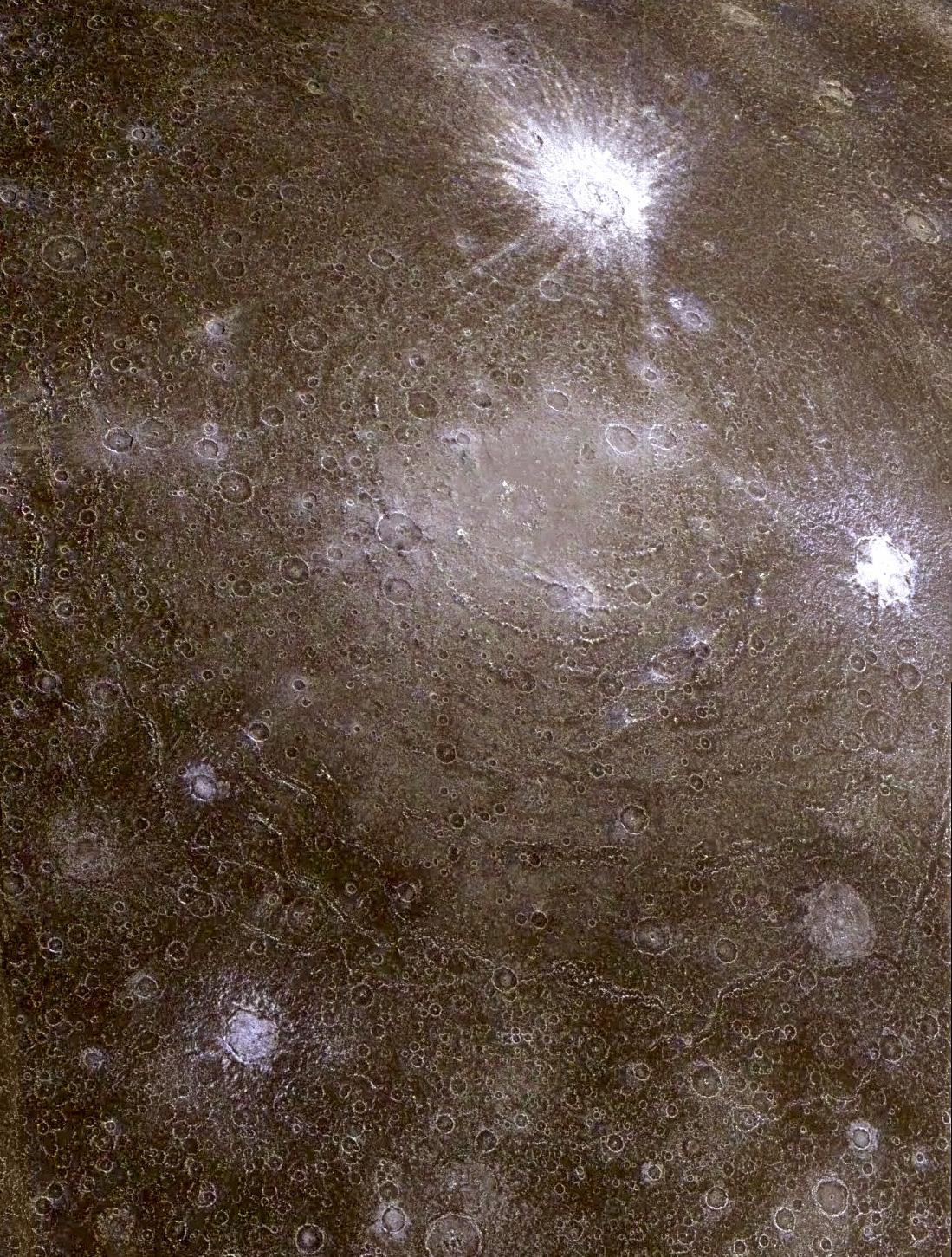
Asgard è la struttura visibile al centro dell'immagine; gli anelli concentrici, più scuri, circondano la zona centrale leggermente più chiara. Le strutture più brillanti sono crateri da impatto più recenti; sono visibili il cratere Burr nella parte superiore dell'immagine, il cratere Tornarsuk sulla destra, il cratere Njord sotto il cratere Tornarsuk ed il cratere Omol' sopra Tornarsuk, alla destra del cratere Burr.

Asgard è un'ampia struttura anulare  presente sulla superficie di Callisto, satellite di Giove. Si compone di un cratere da impatto e degli anelli concentrici ad esso associati. Complessivamente il bacino raggiunge i 1400 km di diametro, risultando così la seconda struttura più estesa della luna.
È intitolata ad Ásgarðr, la residenza degli dei nella mitologia norrena.
La parte centrale del bacino è dominata dal cratere Doh, che presenta un rilievo centrale detto dome (cupola), che si crede risulti da un sollevamento tettonico a seguito dell'impatto.
La regione degli anelli è segnata da numerosi crateri di formazione più recenti, in particolare spiccano per il contrasto di albedo i relativamente giovani cratere Burr, a nord, e cratere Tornarsuk, a est. Una seconda struttura anulare, Utgard, è sovrapposta alla parte settentrionale del bacino di Asgard. 